# Rino Alessi
Baldassare Alessi, detto Rino (Cervia, 30 aprile 1885 – Cervia, 1º luglio 1970), è stato un giornalista, scrittore e saggista italiano.

## Biografia
Da bambino fu compagno di scuola di Benito Mussolini: nel 1969 pubblicò i suoi ricordi del periodo con il titolo Il giovane Mussolini. All'età di circa vent'anni collaborò con il settimanale socialista di Ravenna La Parola dei Socialisti; successivamente, fino al 1910, fu collaboratore e corrispondente da Cervia per Il Resto del Carlino di Amilcare Zamorani, Il Tempo di Claudio Treves e l'Avanti! di Leonida Bissolati. 
Nel 1906 aveva dato alle stampe la sua prima raccolta di novelle, L'arcolaio. Dopo aver insegnato nelle scuole superiori della Romagna, nel 1911 fu assunto in qualità di redattore presso il Giornale del Mattino di Bologna, giornale fondato dalle logge massoniche dell'Emilia-Romagna e con le sovvenzioni della borghesia radicale. Dal 1911 al 1915 ne fu il direttore. Il 7 febbraio 1912 fu iniziato in Massoneria nella Loggia Otto agosto di Bologna, dipendente dal Grande Oriente d'Italia. È di quel periodo, 1913, l'uscita del testo teatrale La scalata del potere.
A Bologna aveva incontrato Rosa Elide Spada, che divenne sua moglie. Nel 1915 si arruolò nel genio come volontario e al suo posto di direttore del "Giornale del Mattino" subentrò Pietro Nenni. Trasferito al fronte, Alessi divenne corrispondente di guerra, oltre che per il suo giornale, anche per la Gazzetta del Secolo di Milano e Il Messaggero di Roma. Chiamato a far parte dell'ufficio stampa del comando supremo, nei mesi più disastrosi della guerra, per non dare esca ai disfattisti si trovò nella condizione di rilasciare solo notizie "tranquillanti". Gli articoli più crudi vennero censurati ma Alessi riuscì a far pervenire al direttore Giuseppe Pontremoli, suo conterraneo, una serie di lettere eludendo la censura militare. Molti anni dopo (1966) queste lettere vennero pubblicate con il titolo Dall'Isonzo al Piave, lettere clandestine di un corrispondente di guerra. 
Il 3 novembre 1918 Alessi sbarcò a Trieste con la prima imbarcazione italiana ad attraccare nella città liberata, il cacciatorpediniere Audace. Qui Teodoro Mayer, azionista di maggioranza del quotidiano locale Il Piccolo, lo nominò nel 1919 direttore dello stesso, qualifica che mantenne fino al 1943.
Schieratosi nel 1921 dalla parte del fascismo, Alessi iniziò una battaglia giornalista anti-transalpina in quanto egli imputava alla Francia l'aver creato, con la Piccola Intesa, un blocco di Stati ostili a Roma. Nel 1934, quando venne assassinato il dittatore austriaco Engelbert Dollfuss, egli si dichiarò contrario ad un'alleanza italo-tedesca. Non favorevole, almeno inizialmente, alle leggi razziali fasciste del 1938, entrò per questo in collisione con Roberto Farinacci senza però abbandonare la sua fede nel mussolinismo, che anzi venne accentuata. Collaborò in quel periodo a L'Illustrazione Italiana e divenne membro della Commissione superiore per la stampa nonché presidente della Federazione nazionale fascista editori giornali e agenzie di stampa. Durante il Ventennio Alessi si distinse per il tono enfatico dei suoi articoli di supporto incondizionato al nuovo regime. In un articolo del 15 maggio 1939, definì Mussolini "possente luce indagatrice", dotato "di un intuito che supera spesse volte l'umano", "stupenda incarnazione dell'antico e nuovo spirito di Roma".
Nello stesso anno Mayer, ebreo, venne allontanato dalle leggi razziali e costretto a cedere Il Piccolo, e Alessi ne divenne proprietario ed editore. Il Piccolo proseguì nella sua politica di appoggio al fascismo e, in seguito al Patto d'Acciaio, al nazismo. Alessi attaccò nei suoi articoli le democrazie occidentali e in particolare la Francia, e lodò il patto Stalin-Hitler, tessendo le lodi del dittatore sovietico, cui ascrisse tra l'altro il merito di aver "riacceso la vecchia fiamma dell'antisemitismo e applicato varie forme di provvedimenti il cui fine è chiaro: togliere agli ebrei le leve dei comandi, silurarli, tenerli in soggezione coi processi, i muti rigori della Lubianka, gli esili in Siberia".
Commentatore radiofonico, negli anni della seconda guerra mondiale fu opinionista del programma Commenti dei fatti del giorno a cui diede un taglio decisamente filo-hitleriano. Con la caduta del regime venne inizialmente sostituito alla direzione del Piccolo ma continuò a mantenerne il controllo come editore fino a che, il 26 ottobre 1954, con il ritorno dell'amministrazione italiana a Trieste, fu brevemente diretto da Vittorio Tranquilli.
Alessi fu anche autore di narrativa e di teatro. Una sua novella, L'argine, fu anche utilizzata come soggetto per il film omonimo.
Chino Alessi (1919 - 1996), uno dei figli, seguì le sue orme di giornalista e di scrittore, dirigendo Il Piccolo dal 1955 al 1977.

## Opere

### Teatro
- La scalata al potere, Cappelli, Bologna 1913
- La sete di Dio (Robespierre), Fratelli Treves, Milano 1931
- Savonarola, Treves Treccani Tuminelli, Milano 1932
- Savonarola, per il Maggio Fiorentino, Istituto delle Edizioni Accademiche, Udine 1932
- Il Conte Aquila (Teresa Confalonieri), Istituto delle Edizioni Accademiche, Udine 1933
- La gatta, Istituto delle Edizioni Accademiche, Udine 1933
- Il caso del dott.Hirn (Laura Bertieri), Istituto delle Edizioni Accademiche, Udine 1934
- Caterina de' Medici, Istituto delle Edizioni Accademiche, Udine 1935
- Il muro e la radice, Istituto delle Edizioni Accademiche, Udine 1935
- Un uomo di parte (La signora Romie), Istituto delle Edizioni Accademiche, Udine 1935
- L'argine, Istituto delle Edizioni Accademiche, Udine 1936

### Saggi e narrativa
- L'arcolaio, Rossi, Forlì 1906
- La speranza oltre il fiume, 1913 (riedito da Cappelli nel 1958)
- Calda era la terra, 1915 (riedito da Cappelli nel 1958)
- Storia e teatro, Istituto delle Edizioni Accademiche, Udine 1935
- Trieste viva, Casini, Roma 1956
- La repubblica di Forlimpopoli (a puntate), «Il Tempo», 20-26 luglio 1958
- La coltellata e altri racconti, edizioni del Borghese, Milano, 1961
- La terra e gli uomini, edizioni del Borghese, Milano, 1963
- Dall'Isonzo al Piave, lettere clandestine di un corrispondente di guerra, 1966, SBN SBL0461588.
- Il giovane Mussolini. Rievocato da un suo compagno di scuola, Edizioni del Borghese, Milano 1969.